# Райнхард фон Геминген-Хорнберг (1677 – 1750)
Райнхард фон Геминген-Хорнберг (на немски: Reinhard von Gemmingen zu Hornberg; * 5 ноември 1677; † 11 януари 1750) е имперски фрайхер от род Геминген-Хорнберг, таен съветник в Хесен-Дармщат, рицар-хауптман в „Рицарския кантон Оденвалд“ и генерален директор на три рицарски окръзи.
Той е най-големият син на фрайхер Райнхард фон Геминген-Хорнберг (1645 – 1707) и съпругата му фрайин Мария Елизабета фон Найперг (1652 – 1722), дъщеря на фрайхер Бернхард Лудвиг фон Найперг (1619 – 1672) и Хелена Магдалена фон Халвайл (1623 – 1668). Брат е на Еберхард (1688 – 1767), комендант на Люксембург, Фридрих (1691 – 1738) и Лудвиг (1694 – 1771). Братята се разделят на три линии.
След образованието и пътуването му в чужбина Райнхард започва служба в двора на Баден. Той става „камер-юнкер“ и дворцов съветник при маркграф Фридрих VII Магнус фон Баден-Дурлах, през 1705 г. е представен на баденския колегиум. През 1708 г. той става таен съветник на служба на Хесен.
През 1715 г. той е избран от рицарския конвент за рицар-хауптман в рицарския кантон Оденвалд. Той изисква увеличението на заплатата от 600 на 2 000 гулден. През 1716 г. той продава къщата си във Вимпфен. През 1717 г. той отива като пратеник във Виена. Около 1720 г. той мести, с разрешение, архива на Рицарския кантон Оденвалд в Хайлброн, където от ок. 100 години се намира също и управлението на Рицарския кантон Крайхгау. През 1736 г. той получава от император Карл VI дворец Бурглеен в Кохендорф, получава също дукументи на 9 декември 1749 г. от император Франц I.
Като генерален директор на три рицарски кантони, той умира на 11 януари 1750 г. Наследници стават синовете му Райнхард (1710 – 1775) и Еберхард Август (1717 – 1758). Наследник като директор на Рицарския кантон Оденвалд става Майнхардт Фридрих Франц Рюдт фон Коленберг (1720 – 1789).

## Фамилия
Райнхард фон Геминген-Хорнберг се жени 1708 г. за Мария Магдалена Амалия фон Кюншперг цу Турнау († 1744). Те имат единадесет деца, ок които повечето умират малки:
- Райнхард (1710 – 1775), императорски фелдмаршал-лейтенант, женен 1743 г. за София Фридерика фом Щайн (1715 – 1776)
- Еберхард Август (1717 – 1758), главен фогт на Баден-Дурлах, женен 1754 г. за Кристина София фон Геминген-Геминген (1735 – 1789), бездетни, дъщеря на Франц Райнхард фон Геминген (1692 – 1751) и София Хелена фон Претлак (1701 – 1781)
- Шарлота, манастирска дама в Оберщенфелд
- Мариана († 1729)
- Бенедикта